# Stephan Schlenker

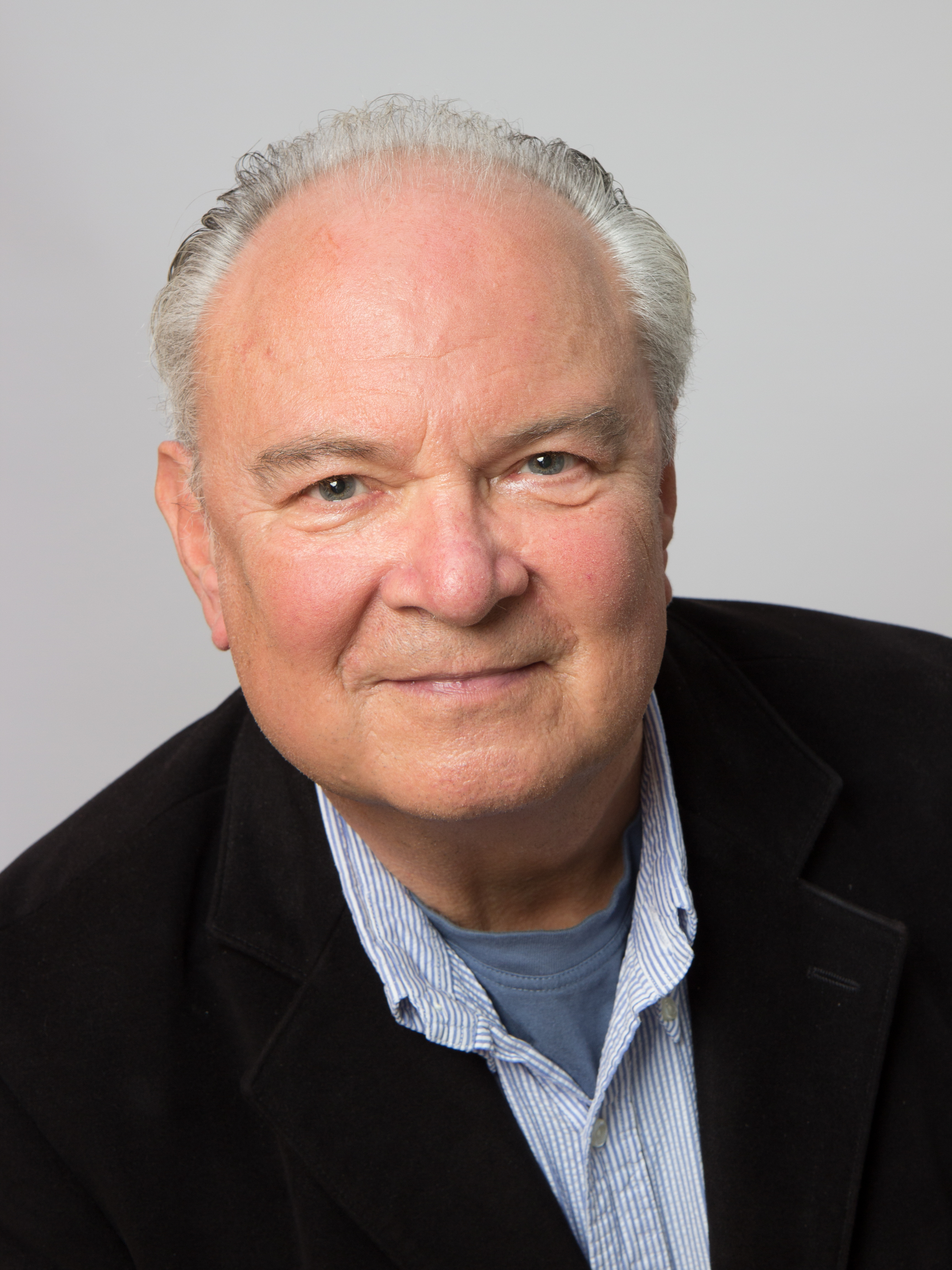
Stephan Schlenker (2014)

Stephan Schlenker (auch Hans-Stephan Schlenker) (* 22. Juni 1944 in Rottweil) ist ein Bremer Politiker (Bündnis 90/Die Grünen) und war Mitglied der Bremischen Bürgerschaft.

## Leben
Schlenker machte sein Abitur in Hamburg und diente dann für ein Jahr bei der Bundesmarine.  
Er studierte danach Medizin an der Universität Göttingen und promovierte 1968 zum Dr. med. Es folgte eine Ausbildung zum Kinderarzt und zum Anästhesisten. 1984 gründete er mit 16 Kollegen aus dem Gesundheitsbereich (Ärzte, Krankenschwestern, Krankengymnastinnen, Apothekerin) ein „Gesundheitszentrum“ in Blumenthal-Lüssum nach dem Vorbild des Gesundheitszentrums Gropiusstadt. Diese Idee einer Praxisgemeinschaft wurde von den der Ärztekammer kritisiert und es kam zur anwaltlichen Auseinandersetzung, so dass zwei Jahre später die Bezeichnung „Ärztehaus“ gewählt wurde. Auch spätere Versuche, wieder unter der Bezeichnung „Gesundheitszentrum“ zu arbeiten, scheiterten. Inzwischen firmiert das Ärztehaus als „Zentrum Schwaneweder Straße Praxisgemeinschaft“.
Er ist verheiratet und hat drei Kinder.

## Politik
Schlenker ist seit 1980 Mitglied der Grünen. Von 1980 bis 1984 war er Ratsherr in der Stadtvertretung von Göttingen. 1990 wurde er in den Beirat des Stadtteils Bremen-Vegesack gewählt und war dort auch den Folgejahren politisch aktiv. Seit 2007 war er in der Deputation für Gesundheit der Bürgerschaft (Stadt).  
In der 18. Wahlperiode war er als Nachrücker für ein Senatsmitgliedseit von 2011 bis 2015 Mitglied der Bremischen Bürgerschaft.

Er war vertreten im
Ausschuss zur Bekämpfung und Prävention von Armut und sozialer Spaltung,
Betriebsausschuss KiTa Bremen,
Betriebsausschuss Werkstatt Bremen,
Jugendhilfeausschuss,
Landesjugendhilfeausschuss,
Petitionsausschuss (Land),
Petitionsausschuss (Stadt),
Deputation für Soziales, Kinder und Jugend (Land).

## Weitere Mitgliedschaften
Schlenker ist Mitglied im Berufsverband der Kinderärzte und im Berufsbildungsausschuss der Ärztekammer Bremen.